# 馬定祥
馬定祥（1916年—1991年），别名莲初，字聊元，号吉斋、万拓楼主，中國著名錢幣收藏家，錢幣學家。

## 生平
1916年出生在杭州的一個富裕家庭，祖上以經營成衣店維生。馬氏從16歲開始踏入錢幣收藏領域，並開始了錢幣買賣事業。為了錢幣，馬定祥踏遍了中國大江南北，不但成為了他一生唯一的事業，也成了中國最著名的錢幣收藏家與錢幣學家。